# Adolf Törneros

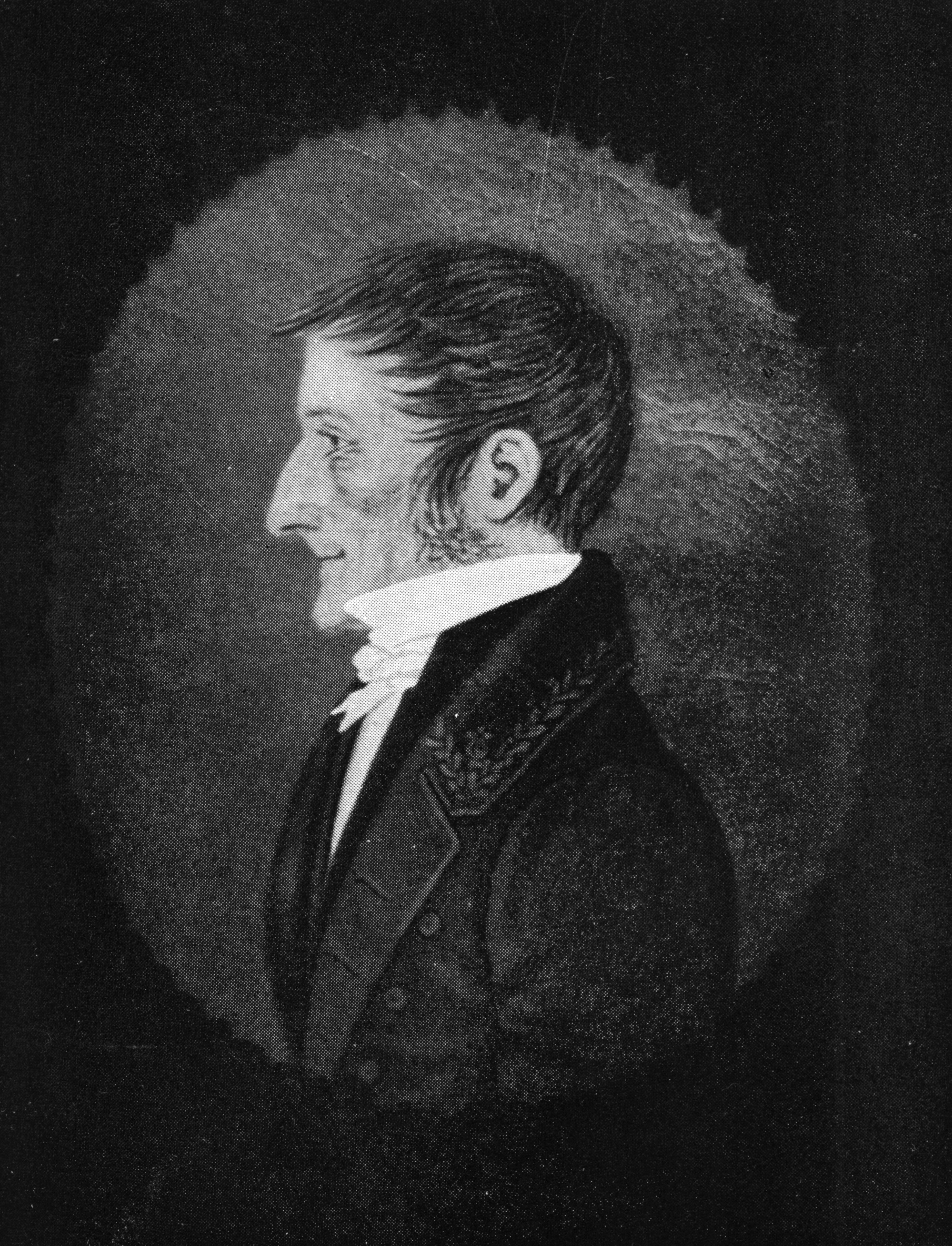
Adolf Törneros

Adolf Törneros (* 24. Dezember 1794 in Eskilstuna; † 20. Januar 1839 in Uppsala) war ein schwedischer Schriftsteller, Philologe, Universitätslehrer und Humanist.

## Leben
Törneros’ Vater war Postmeister und Organist in Eskilstuna und starb, als Törneros neun Jahre alt war. Schon im Alter von dreizehn Jahren begann er als Hauslehrer zu seinem Lebensunterhalt beizutragen. 1812 schrieb er sich an der Universität Uppsala ein. Seine Ankunft in Uppsala fällt in eine Zeit, in der man begann, über eine „neue Schule“ in Belletristik und Philosophie zu reden. Bestimmend für Törneros’ Ästhetik und Weltanschauung war die Bekanntschaft mit der Literaturzeitschrift Phosphoros und Erik Gustaf Geijers frühen Abhandlungen. Törneros bestand 1818 sein Examen mit Auszeichnung und arbeitete im darauf folgenden Jahr als unbezahlter Dozent im Fach Latein. Nachdem er sich neun Jahre mit Privatunterricht und Korrekturen studentischer Lateinschriften durchgeschlagen hatte, wurde er 1828 nach Johan Tranér zum Studienrat für Literatur- und Geisteswissenschaften berufen. Nachdem auch der Lateinprofessor Carl Johan Lundvall die Universität verlassen hatte, wurde Törneros 1832 sein Nachfolger.
Törneros Lateinlehrertätigkeit wurde mit dem Auftrag zur Übernahme einer freien Professur für Ästhetik beendet. Er übernahm diese Tätigkeit widerwillig, übte sie aber vom Herbstsemester 1829 bis 1832 aus. Sein umfassendes Wissen der römischen und griechischen Sprache sowie moderner Literatur kamen ihm dabei zugute. Bei Jean Paul und später bei Goethe erhielt er die fruchtbarsten literarischen Eindrücke. Er orientierte sich an den deutschen Prosaisten und deshalb nannte man ihn auch „den schwedischen Jean Paul“. Törneros schloss Bekanntschaft mit Atterbom, Geijer, Palmblad und anderen und war ein willkommener Gast in jenen Kreisen, die sich um Malla Silfverstolpe scharrten. Da er Piano spielte und ein ausdrucksstarker Kammergesangsvirtuose war, trug auch dazu bei, dass man ihn gerne einlud.
Seine Ferienreisen führten ihn zu namhaften Familien, deren Lehrer er gewesen war: Ulfsparre in Ekhamn, Trolle-Löwenska in Sjösa und der Gräfin Löwens in Östergötland. Törneros erzählte seine Reiseerlebnisse in Briefen an seine Freunde, die unterhaltsame kleine Genrebilder der Wirklichkeit, Naturschilderungen und Stücke aus seinem Seelenleben sind. Kurz nach Törneros’ Tod wurde eine Sammlung dieser Briefe herausgegeben, wegen derer er zu den klassischen Schriftstellern Schwedens gezählt wird. Seine Naturschilderungen zeigen ein starkes Einfühlungsvermögen. Die außerordentliche persönliche Interpretation jeder Landschaftscharaktere machen Törneros zu einer bemerkenswerten und eigentümlichen Persönlichkeit, die von der ästhetischen Kultur der Romantik durchdrungen war und sich von den vielen Naturenthusiasten jener Zeit abhebt.
Törneros starb nach einigen Krankheitswochen, kurz nachdem er 1839 zum Universitätsrektor gewählt worden war. Per Daniel Amadeus Atterbom, Erik Gustaf Geijer, Carl Edvard Zedritz und andere Zeitgenossen hielten die Erinnerung an ihn wach. Adolf Törneros wurde auf dem Alten Friedhof in Uppsala begraben.

## Werke

### Akademische Literatur
- Supplementa quaedam in lexica graeca recentiora (1818)
- De Lactantii elocutione fere ciceroniana (1819)
- De varia descriptione populi romani sub regibus (1826)
- De finibus artium ingenuarum (1832)
- Specimina critica in libros Ciceronis de legibus (1833)
- Specimina critica in Ciceronis Brutum (1835–36)
- De vi et usu praescriptionum in formulis praetoriis (1836)

### Briefe
- Resebrev („Reisebriefe“), Auswahl und mit Einleitung von Per Wästberg, Stockholm, Atlantis, 2009 (herausgegeben von der Schwedischen Akademie)[1]

### Artikel
- Svensk litteraturtidning und Svenska litteraturföreningens tidning, Svea (Om den cesthetiska contemplationens innehåll och gränser, 1831)
- Scandia (Blick på den latinska språklärans behandling i närvarande tid, 1835)
- Mimer (Om mythologiens begrepp, 1839).